# 馬羅阿市

馬羅阿市（西班牙語：Municipio Maroa），是委內瑞拉的一個市，位於該國南部亞馬遜州，首府設於馬羅阿，始建於1760年，面積13,082平方公里，2011年人口2,051，人口密度為每平方公里0.65人。